# Adrienne Lecouvreur (film, 1913)
Pour les articles homonymes, voir Adrienne Lecouvreur (homonymie).
Pour plus de détails, voir Fiche technique et Distribution.
Adrienne Lecouvreur est un film muet français réalisé par Henri Desfontaines et Louis Mercanton, sorti en 1913.
Le film évoque les amours tragiques d'Adrienne Lecouvreur, célèbre comédienne du XVIIIe siècle, avec Maurice de Saxe.

## Fiche technique
- Titre : Adrienne Lecouvreur
- Réalisation : Henri Desfontaines et Louis Mercanton
- Scénario : Sarah Bernhardt et William F. O'Connor, d'après la pièce éponyme de Eugène Scribe et Ernest Legouvé
- Pays d'origine :  France
- Format : Noir et blanc — 35 mm — 1,37:1 — Muet
- Genre : Film dramatique, Film historique
- Dates de sortie : 
  -  États-Unis - janvier 1913

## Distribution
- Sarah Bernhardt : Adrienne Lecouvreur
- Max Maxudian : Maurice de Saxe
- Albert Decœur
- Henri Desfontaines
- Lou Tellegen

## Autour du film
- Le film est présumé perdu[1].